# 克羅地亞國家劇院 (奧西耶克)

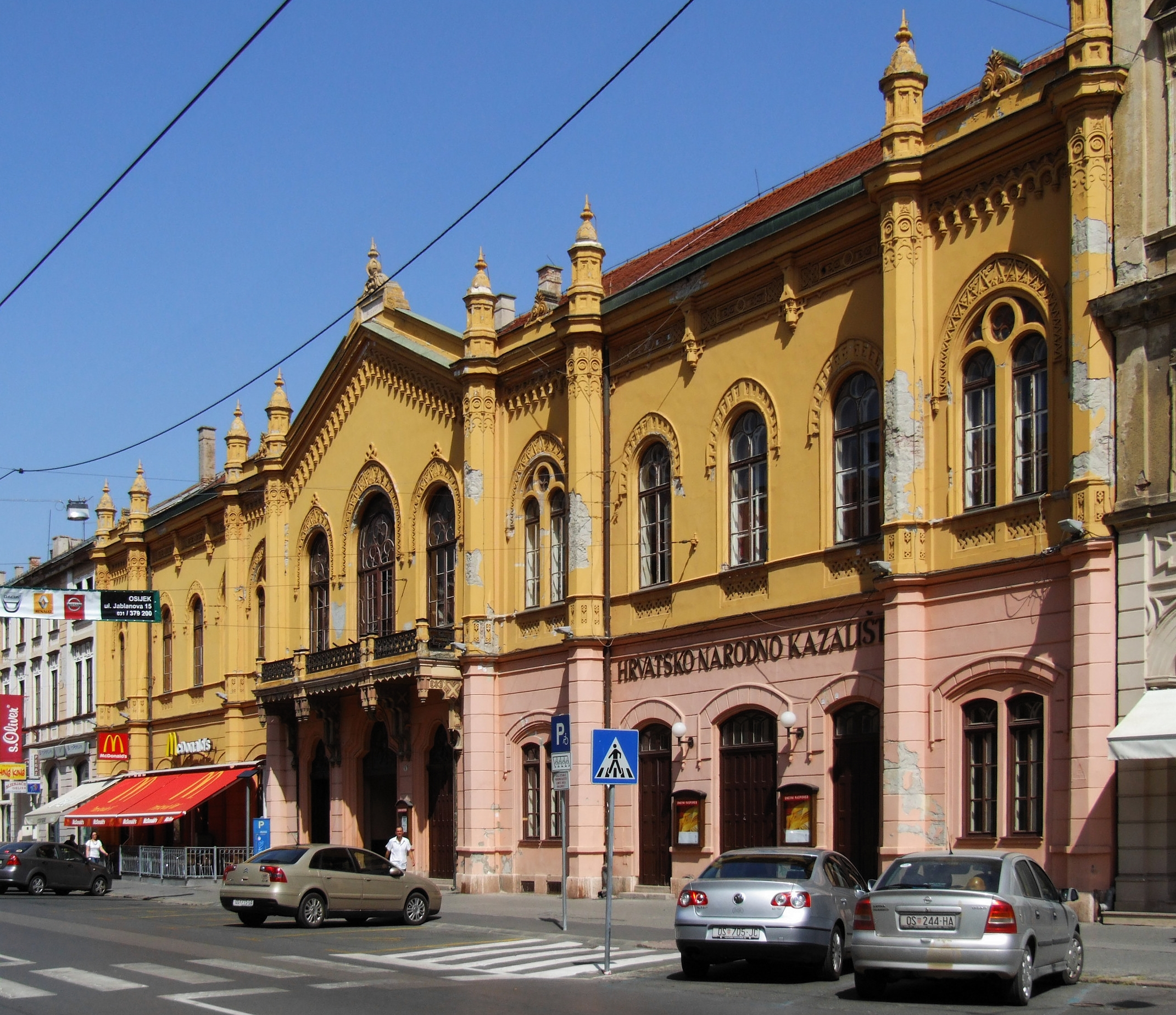

克羅地亞國家劇院是位於克羅埃西亞城市奧西耶克的一家劇院，開業於1866年。現在的劇院建築竣工於1907年，為巴洛克建築風格。克羅地亞獨立戰爭期間劇院建築曾被南斯拉夫人民軍破壞，戰後得到修復並在1994年12月重新開放。

## 外部連結
维基共享资源上的相關多媒體資源：克羅地亞國家劇院
45°33′35″N 18°40′33″E / 45.5597860°N 18.6759048°E